# Lasse Schäfer

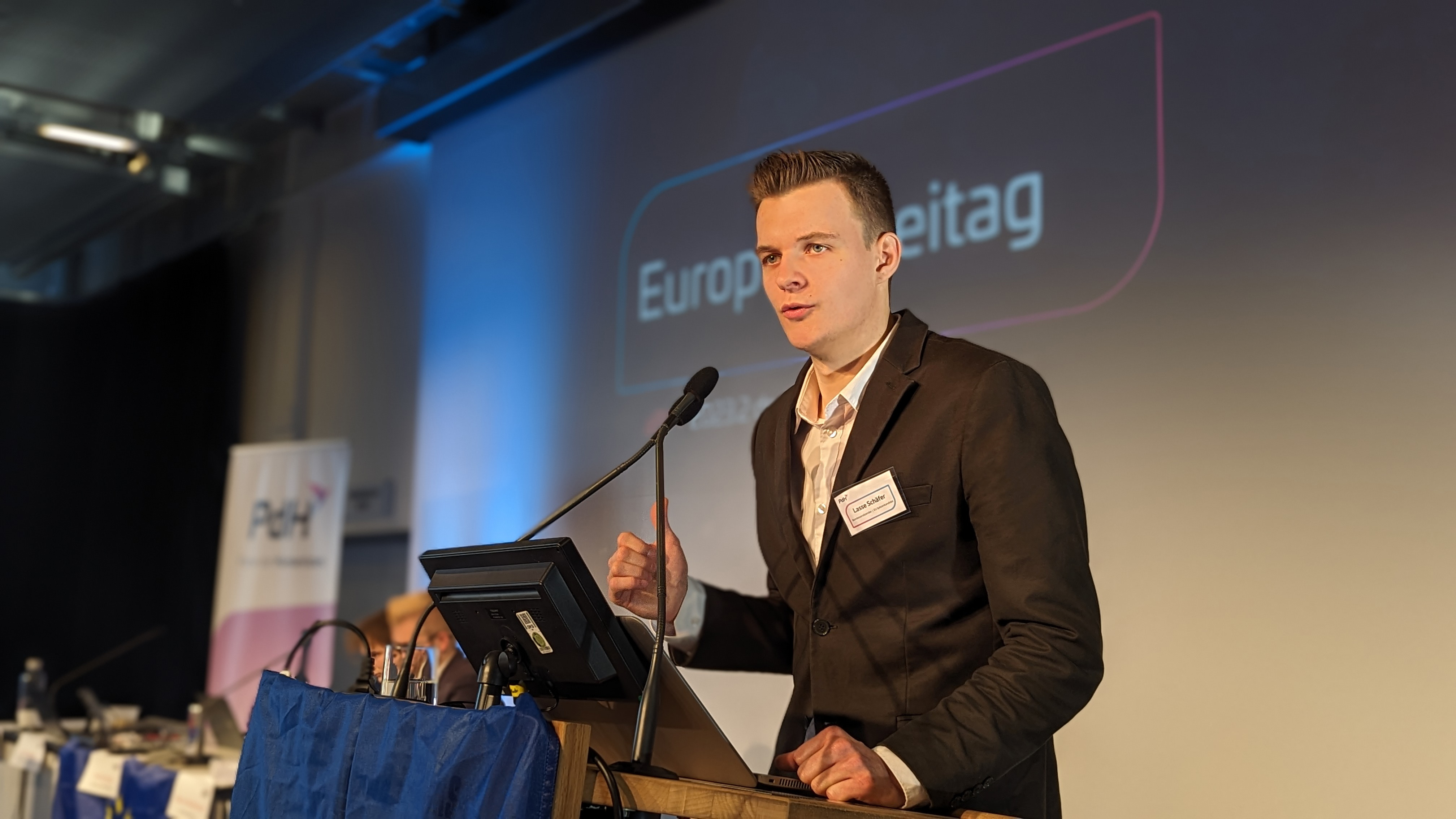
Lasse Schäfer (2023)

Lasse Schäfer (* 10. Juni 2003 in Köln) ist ein deutscher Politiker der Partei der Humanisten (PdH). Er war von April 2023 bis Juli 2024 der Vorsitzende der PdH.

## Leben
Von 2020 bis 2021 war er Bezirksschülersprecher in Köln. Nach dem Abitur am Kölner Humboldt-Gymnasium begann Schäfer ein Studium zur Unternehmensentwicklung im Fernstudium an der IU Internationale Hochschule und ist Stipendiat der Studienstiftung des deutschen Volkes. Er ist Trainer des U14-I Basketball-Teams im TV Rodenkirchen und selbst aktiver Spieler dort.

## Partei
Lasse Schäfer war vom 24. Oktober 2021 bis zum 1. Oktober 2022 Beisitzer im Landesvorstand NRW der PdH. Kurz darauf kandidierte Schäfer auf dem außerordentlichen Bundesparteitag in Berlin am 29. Oktober 2022 mit Erfolg für den Bundesvorstand. Seitdem verantwortete er das Ressort Außenkommunikation der Bundespartei. Am 15. April 2023 wurde er auf dem ordentlichen Bundesparteitag in Hannover zum Bundesvorsitzenden gewählt. Zum Zeitpunkt seiner Wahl als Bundesvorsitzender war Schäfer der jüngste Bundesvorsitzende einer Partei in Deutschland.
Bei der Landtagswahl 2022 in Nordrhein-Westfalen war Schäfer auf Platz 2 der Landesliste der PdH nach Leonard Niesik.
Schäfer war auf Platz 2 der Liste für die Europawahl 2024 der PdH nach Sascha Boelcke.